# Linus Moog
Linus Moog (* 29. Oktober 2004 in Bonn) ist ein deutscher Schauspieler und Techno-DJ.

## Leben
Seinen schauspielerischen Grundstein legte er 2016 im Jugendensemble des Jungen Theaters Bonn (JTB). Dort wirkt er in vier Produktionen bis 2023 in verschiedenen Rollen mit. Seine erste größere Rolle im TV übernahm er im Alter von 16 Jahren im „Tatort Mainz – In seinen Augen“ (2021/ARD-SWR). Des Weiteren stand Linus Moog im Spätsommer 2023 für seine erste Hauptrolle als Sebastian Eiffler im Kinofilm „FREE“ (Juni Film/SR) von Regisseur Max Hegewald vor der Kamera. 
Etwas Beachtung in der Lokalpresse erreichte er mit dem von ihm im Selbstverlag veröffentlichten Comic Mr. Twityboy 008.
In den Jahren 2018 und 2021 stellte er auf dem Comicfestival Comiciade in Aachen als jüngster Teilnehmer seine Arbeit aus und gab Workshops im Zeichnen.
Parallel dazu begann im Jahr 2020 sein Weg in die DJ-Szene. Linus Moog tritt seither auf Events, Festivals und Clubs unter seinem Künstlernamen NUS auf. Seinen Stil bezeichnet er selbst als „Minimal-Techno-House“. Im Sommer 2022 legte er auf dem Panama Open Air Festival in Bonn auf. 2024 gewann er jeweils den DJ Contest des Tante Mia tanzt Electro Festivals in Vechta und des SMAG Sundance Open Air Festivals in Essen. Er veröffentlicht dazu regelmäßig Podcast auf Mixcloud und auf SoundCloud.

## Filmografie (Auswahl)

### Fernsehserien
- 2023: SOKO Köln – Bambi ist tot
- 2023: Bettys Diagnose – Wahrheit oder Täuschung
- 2023: Die drei !!!
- 2023: In aller Freundschaft – Wahrheiten
- 2024: Behringer und die Toten – Ein Bamberg-Krimi – Feuerteufel
- 2024: Die Pfefferkörner – Blackout

### Fernsehfilme
- 2022: Tatort: In seinen Augen (Fernsehreihe)
- 2023: Tatort: Du bleibst hier (Fernsehreihe)
- 2023: Tatort: Des anderen Last (Fernsehreihe)
- 2025: Eine mit Herz – Familiengeheimnisse (Fernsehreihe)

## Theater
- 2019: Ronja Räubertochter, Junges Theater Bonn – Birk, Regie: Bernard Niemeyer
- 2018: Der kleine Ritter Trenk, Junges Theater Bonn – Trenk, Regie: Bernard Niemeyer und Michael Barfuß
- 2017: Brüder Löwenherz, Junges Theater Bonn – Krümel, Regie: Konstanze Kappenstein
- 2016: Oskar und die Tieferschatten, Junges Theater Bonn – Oskar, Regie: Andreas Lachnit